# Campionati italiani assoluti di scherma del 1927
I Campionati italiani assoluti di scherma del 1927 sono stati organizzati dalla Federazione Italiana Scherma.
Nel fioretto, si è aggiudicato il titolo dei campionati italiani Ugo Pignotti; il titolo della spada è andato a Franco Riccardi.Per entrambi si è trattata della prima affermazione.
Nella sciabola Giulio Sarrocchi ha vinto il suo terzo titolo nazionale maschile consecutivo, dopo quelli del 1925 e 1926.

## Podi

### Uomini
| Specialità  | Oro              | Argento | Bronzo |
| Individuali |                  |         |        |
| Fioretto    | Ugo Pignotti     | -       | -      |
| Spada       | Franco Riccardi  | -       | -      |
| Sciabola    | Giulio Sarrocchi | -       | -      |